# Morski narodni park Karaburun-Sazan
Morski narodni park Karaburun-Sazan (albansko Parku Detar Karaburun-Sazan) je morski park v okrožju Vlora v jugozahodni Albaniji. Morski park obsega več kot 125,70 km2 in obsega meje tako polotoka Karaburun kot otoka Sazan. Je dom širokega nabora reliefnih oblik, vključno z gorami, jamami, otoki, depresijami, zalivi, pečinami, kanjoni in skalnatimi obalami, ki vse prispevajo k izjemno veliki biološki raznovrstnosti. Morski park je bil opredeljen kot pomembno območje za ptice in rastline, ker podpira ogromne vrste ptic in rastlin. Ker vsebuje ekosisteme in habitate, ki so značilni za Sredozemsko kotlino, je Barcelonska konvencija morski park razvrstila kot posebno zavarovana območja sredozemskega pomena.
Polotok Karaburun je večinoma hribovit in je geološko nadaljevanje Keravnijskih gora, gora, ki se dvigajo neposredno ob Jonskem morju. Grebeni združujejo črto severozahod–jugovzhod z vrsto izrazitih vrhov vzdolž nepravilne strukture, ki jih ločijo strma in nepravilna pobočja. Obalno pokrajino zaznamujejo grob relief in apnenčaste pečine, ki se navpično spuščajo v morje. Nenaseljen otok Sazan je v glavnem sestavljen iz apnenčastih kamnin, ki so nastale v obdobju krede. Vode Mezokanala na jugu ločijo otok od polotoka. Najbolj značilna lastnost otoka je edinstveno podnebje. Podnebje na otoku ni sredozemsko, temveč subtropsko zaradi toplih zim in vročih poletij, ki so podobna tistim na jugu Krete, Tunizije in Egipta.
Morski park vsebuje raznolike oblike tal, ki ponujajo ugodne pogoje za raznoliko vegetacijo in biotsko raznovrstnost. V fitogeografskem smislu sodi v celoti med ilirske listnate gozdove kopenske ekoregije sredozemski gozdovi in makija. Morski park odlikuje pestrost habitatov in bogastvo rastlinstva in živalstva. Dokumentiranih je bilo na stotine vrst sesalcev, ptic, rib in plazilcev, vključno z nekaterimi, ki so ogrožene. Na polotoku je znano skoraj 55 vrst sesalcev, 105 vrst ptic, 28 vrst plazilcev in 10 vrst dvoživk, medtem ko na otoku živi 15 vrst sesalcev, 39 vrst ptic, 8 vrst plazilcev, 1 vrsta dvoživk in pa tudi 122 vrst nevretenčarjev.
Morski park vključuje ruševine potopljenih grških, rimskih ladij in ladij iz druge svetovne vojne, bogato podvodno favno, strme pečine in velikanske jame, starodavne napise mornarjev na obali, osamljene plaže in slikovite poglede na Jadransko in Jonsko morje. Morski park je v bližini vojaških oporišč, zato bo morda potrebno dovoljenje lokalnih oblasti. Zelo priporočljivo je najeti profesionalnega lokalnega potapljača, ki bo služil kot turistični vodnik. Ceste so nedostopne, do zgoraj navedenih območij pa lahko pridete le po morju ali kot celodnevni pohod.

## Geografija
Morski park Karaburun-Sazan leži na strateški lokaciji na vzhodni obali Otrantskega preliva. Leži predvsem med zemljepisnimi širinami 40° in 26° S ter zemljepisnimi dolžinami 19° in 18° V. Morski park obsega 125,70 km2 v okrožju Vlora v jugozahodni Albaniji. Morski park vključuje polotok Karaburun z Reza e Kanalit in otokom Sazan. V geološkem smislu polotok spada v Keravnijske gore, ki se strmo dvigajo vzdolž albanske obale Jonskega morja. Proti prelazu Llogara se gore razdelijo na dve gorski verigi. Reza e Kanalit obsega južni del polotoka Karaburun. Zaznamuje ga ozka in strma ploščad, ki se razteza od polotoka do doline Dukat blizu Orikuma. Gore so dolge približno 24 km in široke približno 4–7 km. Zaradi goratega terena morskega parka in njegovih geografskih značilnosti je območje zelo zanimivo tako za obiskovalce kot za raziskovalce. Doživlja sredozemsko podnebje. To pomeni, da so zime deževne in suhe, poletja pa topla do vroča. Povprečna mesečna temperatura se giblje med 8–10 °C (januarja) in 24–26 °C (julija). Povprečna letna količina padavin se giblje med 1000 in 1200 milimetri, odvisno od geografske regije in prevladujočega podnebja.
Relief obsega številne gore, ki se dvigajo do nadmorske višine 800 metrov nad Jadranom. Na zahodu se gore na polotoku strmo spuščajo v Jonsko morje. Najvišje naravne točke so Maja e Shendelliut na 1499,5 m, Maja Ali Hila na 1318 m, Maja e Ilqes na 733 metrih, Maja e Flamurit na 826 metrih, Maja Çadëri na 839 metrih. Mesokanali, ozek naravni kanal, ločuje polotok od otoka. Sazan je največji otok v državi, ki ima dolžino 4,8 km in širino 2,7 km ter površino 5,7 km2. Na severu ga obkroža Jadransko morje in na jugu Jonsko morje.
Polotok se je v sedanjo obliko oblikoval v več geoloških obdobjih s tektonskim združitvijo paleozojskih skrilavcev, mezozojskih apnencev in marmorja. Sestavljen je predvsem iz karbonskega apnenca iz mezozojskega obdobja, medtem ko je severozahod sestavljen iz terigenskih usedlin. Jug je v glavnem sestavljen iz pliocenskih kamnin in različnih sedimentov. Kamnine, ki jih najdemo na zahodu otoka Sazan, so predvsem kredne kamnine. Vzhod je v bistvu sestavljen iz apnenčastih kamnin, ki so se oblikovale v burdigalski dobi.

### Biologija
Optimalne geološke in hidrološke razmere ter sredozemsko podnebje s subtropskimi vplivi so ustvarile raznolike habitate, ki posledično zagotavljajo ugodne razmere za enako raznoliko mešanico rastlin in živali, ki uspevajo na tem območju. V parku živi najmanj 70 vrst sesalcev, 144 vrst ptic, 36 vrst plazilcev in 11 vrst dvoživk. Vsebuje tudi široko paleto nevretenčarjev, ki jih predstavlja 167 vrst.
Raznolika pokrajina parka z izjemno obsežnim morskim in kopenskim življenjem brez kakršnih koli znakov človekovega motenja ohranja posebno privlačnost. Park je dom neverjetne vrste sesalcev. Najpogostejši so zlati šakal, divja mačka, gams, srnjad, divje svinje, jazbec in vidra. Nekateri manjši sesalci so: navadna veverica, podlesek in voluhar Microtus thomasi. Samo na otoku Sazan je 8 vrst netopirjev. Več jih je: belorobi netopir in Nathusijev netopir sta razširjena in pogosta, medtem ko so drugi, kot je Kolombatovićev dolgonogi netopir, relativno redki in omejeni v razširjenosti.
Biotska raznovrstnost lokalne oceanske favne ni dobro razumljena. Šteje se, da na območju parka prebivajo morske želve, tjulnji in delfini, čeprav zadostna rednost pojavov ni jasna. Ob neokrnjenih plažah parka lahko najdemo tri glavne vrste morskih želv, kot so glavata kareta, orjaška črepaha in orjaška usnjača. V vodah parka so poročali o delfinih, kot so Kratkokljuni navadni delfin (delphinus delphis), velika pliskavka in kit glavač. Izstopa Sredozemska medvedjica, eden najbolj ogroženih sesalcev na svetu, ki večinoma išče zatočišče v nedostopnih jamah in kanjonih parka.
Za morsko območje je značilna izjemno bogato in raznoliko rastlinstvo. Obale ob Karaburunu in Sazanu so skalnate s precejšnjimi apnenčastimi pečinami, primerno pokrite s sredozemsko makijo s prevlado mastike, hrasta prnarja (Quercus coccifera) in feničanskega brina (Juniperus phoenicea). Zahodne obale so vrezane z jamami in kanjoni, značilne pa so visoke navpične pečine, ki se pojavljajo pod vodo na velikih globinah. Pečine so večinoma posejane z navadnim morskim koprcem (‘’crithmum‘’), Limonium anfractum in grmom kaprovca. Poleg tega morska pozejdonovka (Posidonia oceanica) gosti makrofavno, kot so spužve, ožigalkarji, mahovnjaki, mehkužci in številni drugi.

## Zanimivosti
- Otok Sazan
- Zaliv Grama
- Jama Haxhi Ali
- Skalni napisi zaliva Grama
- Brisanski zaliv